# Ethemon
Ethemon es un género de escarabajos longicornios de la tribu Unxiini. Fue descrito por Carl Gustaf Thomson en 1864.

## Especies
- Ethemon basale (Burmeister, 1865)
- Ethemon basirufum Napp, 1979
- Ethemon brevicorne Napp & Reynaud, 1998
- Ethemon imbasale Tippmann, 1960
- Ethemon iuba Napp & Martins, 2006
- Ethemon lepidum Thomson, 1864
- Ethemon lepidum rufofemorale Napp, 1979
- Ethemon weiseri Bruch, 1926